# Прва савезна лига Југославије у фудбалу 1962/63.

Прва савезна лига Југославије била је највиши ранг фудбалског такмичења у Југославији 1962/63. године. И тридесетпета сезона по реду у којој се организовало првенство Југославије у фудбалу. Шампион је постао Партизан из Београда, освојивши своју пету шампионску титулу, а трећу узастопну. Из лиге су испали тузланска Слобода и титоградска Будућност.

## Учесници првенства
У фудбалском првенство Југославије у сезони 1962/63. је учествовало укупно 14 тимова, од којих су 6 са простора НР Србије, 4 из НР Босне и Херцеговине, 3 из НР Хрватске и 1 из НР Црне Горе.
- Будућност, Титоград
- Вележ, Мостар
- Војводина, Нови Сад
- Динамо, Загреб
- Жељезничар, Сарајево
- Нови Сад
- ОФК, Београд
- Партизан, Београд
- Раднички, Ниш
- Ријека
- Сарајево
- Слобода, Тузла
- Хајдук, Сплит
- Црвена звезда, Београд

## Табела
| Место | Клуб             | мечева | победа | нерешених | пораза | дати голови | примљени голови | гол разлика | бодова |
| ----- | ---------------- | ------ | ------ | --------- | ------ | ----------- | --------------- | ----------- | ------ |
| 1     | Партизан         | 26     | 16     | 8         | 2      | 58          | 22              | +36         | 40     |
| 2     | Динамо           | 26     | 14     | 7         | 5      | 52          | 35              | +17         | 35     |
| 3     | Жељезничар       | 26     | 11     | 7         | 8      | 49          | 31              | +18         | 29     |
| 4     | Вележ            | 26     | 10     | 8         | 8      | 33          | 31              | +3          | 28     |
| 5     | ОФК              | 26     | 10     | 8         | 8      | 42          | 40              | +2          | 28     |
| 6     | Раднички         | 22     | 10     | 6         | 10     | 43          | 33              | +10         | 26     |
| 7     | Црвена звезда    | 26     | 7      | 11        | 8      | 21          | 26              | -5          | 25     |
| 8     | Нови Сад         | 26     | 7      | 10        | 9      | 29          | 37              | -8          | 24     |
| 9     | Сарајево         | 26     | 9      | 5         | 12     | 28          | 40              | -12         | 23     |
| 10    | Ријека           | 26     | 10     | 3         | 13     | 28          | 41              | -13         | 23     |
| 11    | Хајдук           | 26     | 9      | 5         | 12     | 26          | 43              | -17         | 23     |
| 12    | Војводина        | 26     | 9      | 4         | 13     | 43          | 40              | +3          | 22     |
| 13    | Слобода          | 26     | 8      | 4         | 14     | 29          | 43              | -14         | 20     |
| 14    | Будућност        | 26     | 5      | 8         | 13     | 19          | 38              | -19         | 18     |
| -     | Вардар Скопље    | -      | -      | -         | -      | -           | -               | -           | -      |
| -     | Трешњевка Загреб | -      | -      | -         | -      | -           | -               | -           | -      |

Најбољи стрелац првенства био је Мишо Смајловић (Жељезничар Сарајево) са 18 голова.

## Шампион
ФК Партизан (тренер: Стјепан Бобек)
Играчи (утакмица/голова)
- Владица Ковачевић (26/14)
- Милутин Шошкић (26/0) (голман)
- Милан Галић (25/16)
- Фахрудин Јусуфи (25/0)
- Велибор Васовић (24/2)
- Љубомир Михајловић (23/0)
- Милан Вукелић (18/2)
- Јоаким Виславски (16/7)
- Звездан Чебинац (16/0)
- Бора Милутиновић (15/1)
- Велимир Сомболац (14/0)
- Мустафа Хасанагић (12/4)
- Антон Рудински (8/6)
- Александар Јончић (8/0)
- Иван Рајић (6/1)
- Лазар Радовић (5/2)
- Милорад Милутиновић (5/0)
- Илија Митић (5/0)
- Драгомир Слишковић (5/0)
- Бранислав Михајловић (4/1)
- Мане Бајић (4/0)
- Миодраг Петровић (3/1)
- Владимир Петровић (3/0)
- Драгослав Јовановић (2/0)
- Милан Дамјановић (1/0)
- Зенун Бровина
- Димитрије Давидовић
- Пољан
- Јанкуловски
- Милановић

| Првак Југославије у фудбалу 1962/63. |
| ------------------------------------ |
| Партизан 5. титула                   |